# R-102 (misil)
R-102 fue un misil tierra-aire soviético desarrollado poco después de la finalización de la Segunda Guerra Mundial. Pretendía ser un duplicado del misil Schmetterling alemán.
Se hicieron 16 vuelos de prueba del R-102 en Kapustin Yar entre el 18 de octubre y el 19 de diciembre de 1949. Finalmente fue cancelado a favor del R-112.
Tras la Segunda Guerra Mundial, la Unión Soviética decidió duplicar la tecnología militar alemana, básicamente el misil balístico V2 (lo que dio lugar a los misiles R-1, R-2 y R-3) y los misiles tierra-aire Wasserfall, Rheintochter y Schmetterling. A pesar de la falta de documentación y de ejemplares completos, los soviéticos, ayudados por ingenieros alemanes capturados tras la guerra, comenzaron el desarrollo del R-102, el equivalente soviético del Schmetterling. El diseño resultante se reveló difícil de controlar: el empuje del motor variaba con el número de Mach, y el flujo de propelente hasta el motor se veía afectado por las maniobras del misil. Estos problemas, junto con la falta de un sistema de guiado, llevaron a la cancelación del proyecto.

## Especificaciones
- Empuje en despegue: 17,16 kN
- Masa total: 460 kg
- Diámetro: 0,35 m
- Longitud total: 3,75 m
- Envergadura: 1,98 m
- Ojiva: 41 kg
- Alcance máximo: 16 km
- Velocidad máxima: 262 km/h